# Jonas Jonsson (byggmästare)
Jonas Jonsson, född 24 augusti 1806 i Eksjö stadsförsamling i Jönköpings län, död 7 november 1885 i Linköpings församling i Östergötlands län, var en svensk byggmästare och arkitekt.

## Biografi
Jonsson byggmästarkarriär inleddes på 1820-talet med ett antal kyrkobyggen i Tjust tillsammans med arkitekten Axel Nyström. De båda hade ett mångårigt samarbete och kom att utveckla den stil som går under beteckningen Tjustempire. På 1830-talet fick han uppdraget att uppföra Brunkebergs hotell i Stockholm, en byggnad även den ritad av Nyström. Under 1840-talet följde sedan ett antal större byggprojekt i huvudstaden, bland annat Konstakademiens hus, Adelswärdska palatset på Blasieholmen och Celsingska huset vid Gustav Adolfs torg.
Parallellt med engagemangen fortsatte Jonsson verksamheten i Tjustbygden med om- och tillbyggnader av godsen i Överum, Stensnäs, Kvistrum, Gränsö och Vittinge. I flera fall kom han kom själv att utföra ritningarna till byggnader. Han svarade under även rör en för en lång rad om-, till- och nybyggda fyrar på både ost- och västkusten.
1852 flyttade han med familjen till Linköping vilket blev centrum för hans byggverksamhet under de följande 20 åren. Han byggde ett flertal representativa bostads- och affärshus så som ”Portlösa” vid Hospitalstorget. Bland offentliga byggnader kan nämnas Stora Hotellet, som Jonas Jonsson även ritade, Ljungstedtska skolan, Linköpings läroverk, Linköpings Sparbank, seminariebyggnaden och järnvägsstationen. Utanför staden fortsatte han samarbetet med välbeställda uppdragsgivare och hade diverse uppdrag på godsen Valla, Norsholm, Harvestad, Vinö och Vindö. Han ritade och uppförde vidare stadshotellet i Vimmerby samt Hypoteksföreningens hus i Karlstad.

## Utförda arbeten i urval
- Mogata kyrka, 1842–1844 (arkitekt: möjligen Axel Almfelt)[2]
- Stallet, Åtvidaberg, 1857 (arkitekt: Carl Eric Ferngren)
- Vimmerby stadshotell, 1860-tal
- Ålundamagasinet, Åtvidaberg, 1866 (arkitekt: Carl Eric Ferngren)[3]
- Brukshotellet, Åtvidaberg (arkitekt: Axel Kumlien, Åtvidaberg, 1869
- Gärdserums kyrka (arkitekt: Fredrik Wilhelm Scholander)[4]

## Bilder

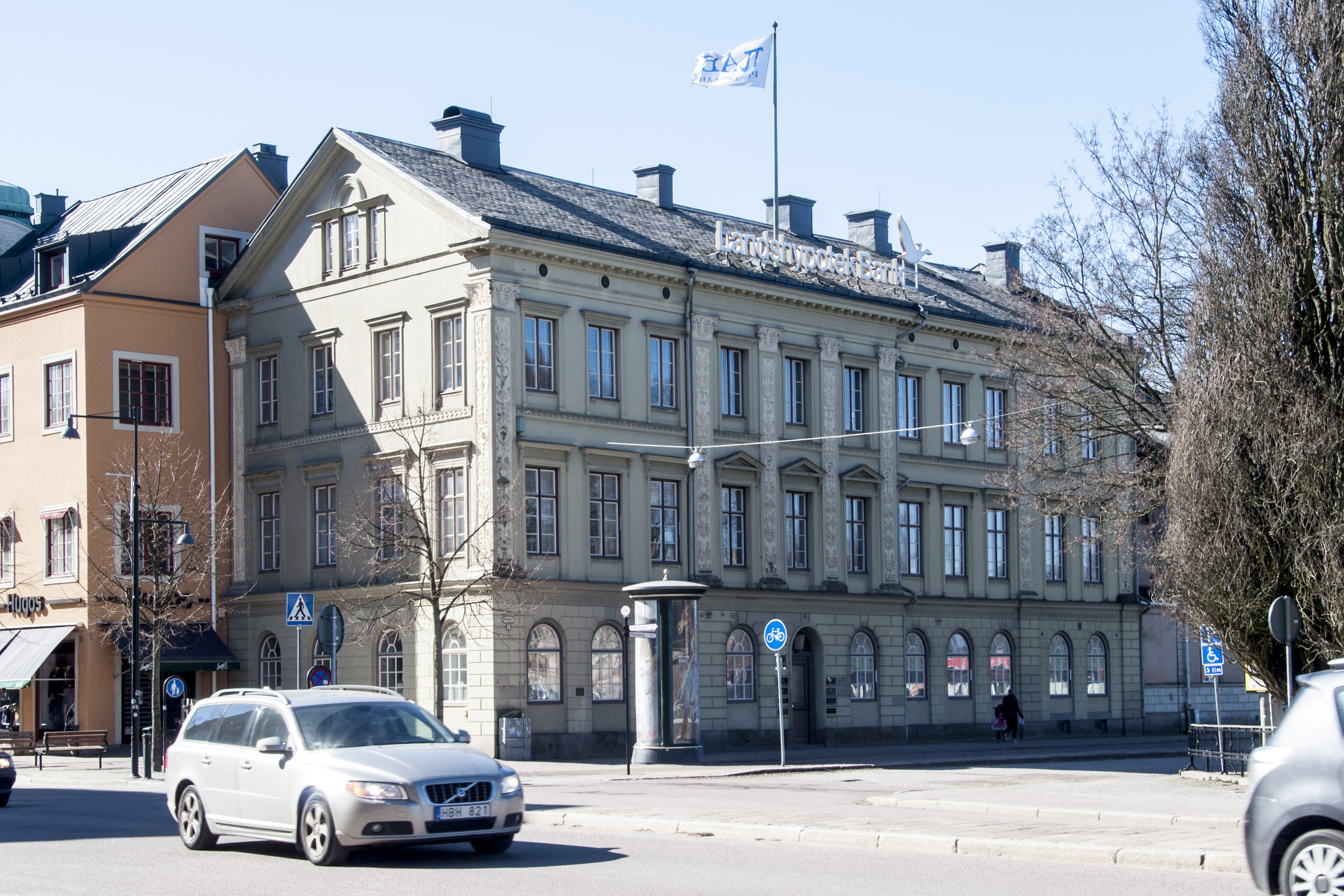
Hypoteksföreningens hus, Karlstad
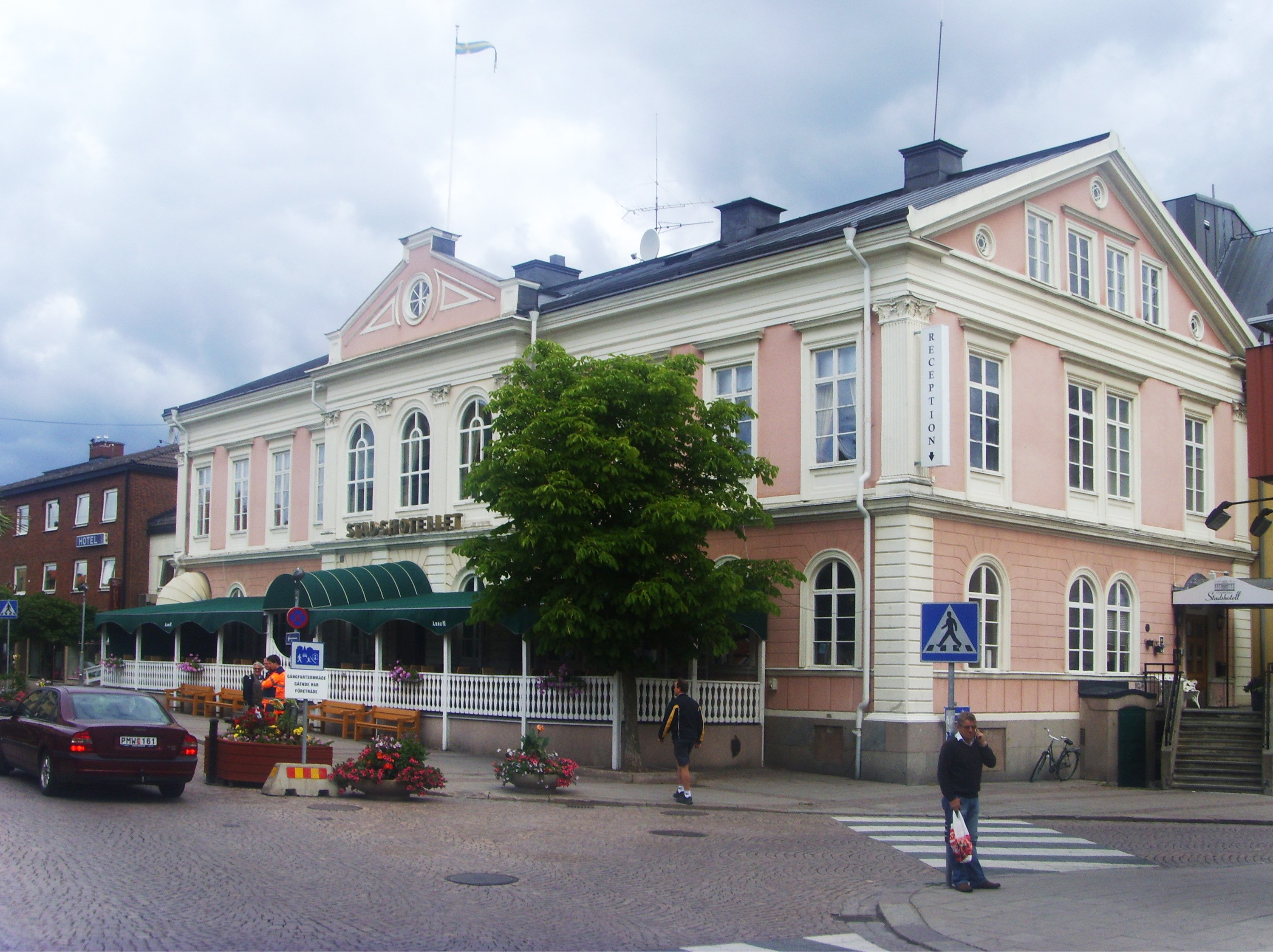
Vimmerby stadshotell
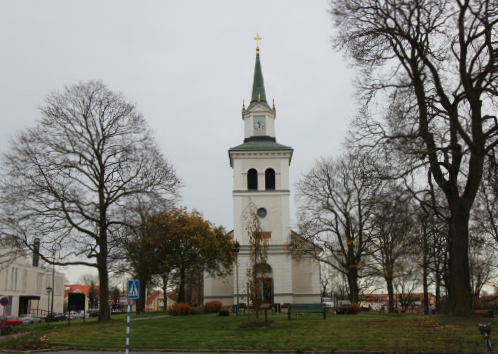
Vimmerby kyrka
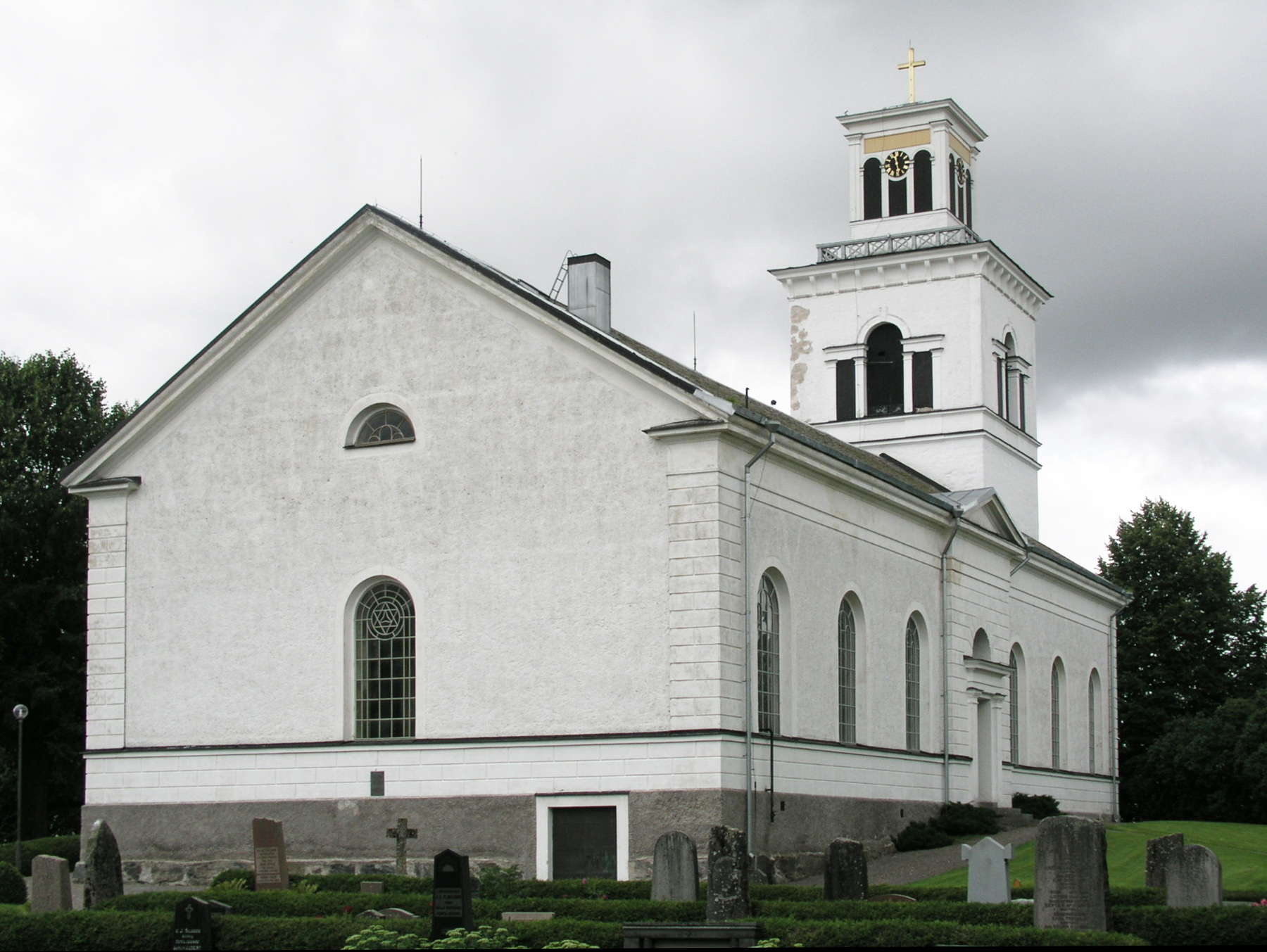
Mogata kyrka